# Acroloxus oblongus
Acroloxus oblongus is een slakkensoort uit de familie van de Acroloxidae. De wetenschappelijke naam van de soort is voor het eerst geldig gepubliceerd in 1786 door Lightfoot.